# Прокопова, Ольга Викторовна
Ольга Викторовна Прокопова (род. 6 июня 1978) — европейский и российский дизайнер украшений, предприниматель и инвестор в мире моды. С 2017 года живёт и работает в Палермо (Сицилия). Является основателем ювелирного бренда «Volha Jewelry».

## Биография
Ольга Прокопова родилась 6 июня 1978 года в Минске. Она получила юридическое образование
 и работала юристом в госучреждении, позже сменила деятельность. Смену своей деятельности она прокомментировала так:
Мне сложно вписаться в систему. Для меня свобода — это способность ясно видеть и слышать, осознанно действовать, развивать себя.
Через некоторое время Прокопова переехала в Москву. С 2005 года начала свою карьеру в издательском доме Conde Nast редактором журнала моды Glamour. После чего в 2008 году перешла в журнал Tatler на должность редактора ювелирных украшений, где и проработала в течение трех лет с Викторией Давыдовой.
После посещения таких музеев как MoMА в Нью-Йорке, Парижской галереи импрессионистов, Музея Королевы Софии в Мадриде и театра и музея Дали в Фигерасе, у неё появился импульс к созданию авангардных ювелирных изделий. Её первые ювелирные изделия были созданы под впечатлением фовизма в работах Анри Матисса.
В 2016 году Ольга Прокопова попала в список самых завидных невест по версии журнала Tatler.

### Volha Jewerly
В 2012 году Ольга Прокопова создала собственную коллекцию украшений и основала ювелирный бренд Volha Jewelry. Идея создания своего бренда ювелирных изделий возникла у Ольги во время работы редактором в журнале Tatler. Первые украшение созданное Ольгой были браслеты. В дальнейшем Прокопова перешла к созданию колье, которые выделялись своей массивностью и создавались с использованием натуральных камней. Их оценили Эвелина Хромченко, Мирослава Дума, Елена Перминоваю, Тина Канделаки и другие
. В этом же году в декабре Ольга Прокопова представила новое изделие, сделанное специально для коллекции Эвелины Хромченко в рамках проекта «Бижу-базар».
Впоследствии эксперт моды Эвелины Хромченко высказывалась о новой коллекции в одном из интервью:
Всего за несколько месяцев ею были выпущены основная, а также две капсульные коллекции. Все изделия были сделанный вручную и в единственном экземпляре
В 2013 году Ольга приняла участие в Mercedes Benz Fashion week Москва, где представила новую коллекцию Volart’i.
В 2014 году Ольга Прокопова расширяет ассортимент и выпускает новую коллекцию «Minerality» из дерева, металла и минералов (в изделиях использованы бразильский агат, аметист, цитрин, малахит, лазурит, тигровый глаз, бирюза). Помимо украшений появляются шкатулки и клатчи. В этом же году Ольга принимает участие и побеждает, со своим эскизом сумки, в благотворительном проекте на конкурсной основе по случаю празднования 60-летнего юбилея флорентийского бренда Braccialini.
В сентябре 2014 года в рамках Vogue Fashion’s Night Out Ольга Прокопова представила и рассказала о своем бренде и новой коллекции «Urban» Вице-президенту Цума Алле Вербер.
В 2015 году бренд Volha Jewerly попал в Топ:20 лучших ювелирных брендов России, по версии журнала Собака. RU.
В 2016 году в сентябре вышла новая ювелирная коллекции «Universe», куда вошли две темы — драгоценности-трансформеры Infinity и звездная интерпретация Stellar.
В январе 2017 года в связи с подготовкой к созданию Сицилийской коллекции, Ольга переезжает в Палермо, где изучает историю Сицилии и традиции сицилийской мафии. В интервью изданию People Talk Ольга объяснила, что идея создания сицилийской коллекции появилась летом 2016 года после посещения Резиденции баварских королей. В марте 2017 года Ольга принимает участие в съемках в Палермо для видео лукбука своих украшений. Некоторые её украшения были представлены на Лондонской неделе моды.